# Unigenitus
Unigenitus (с лат. — «Единородный Сын») — название буллы, сыгравшей крупную роль в истории янсенизма.

## История
Когда после смерти Антуана Арно в 1694 году положение вождя янсенистов занял ораторианец Пасхазий Кенель, янсенистский спор, затихший было, вновь оживился. Кенель уже раньше опубликовал свой «Новый Завет с моральными размышлениями», но эта книга не возбуждала никаких подозрений, и шалонский епископ Ноай даже дал ей своё одобрение. Некоторое время спустя иезуиты обратили на неё внимание и открыли в ней явные следы янсенистских воззрений. Книга немедленно была представлена на суд папской курии, нарядившей специальную комиссию из доминиканцев (иезуиты не были допущены, так как будто бы опасались их пристрастия), которая и осудила её в 1708 году. Два епископа сейчас же запретили её чтение в своих диоцезах, но Ноай, сделавшийся к тому времени архиепископом парижским и не желавший прямо вступить в противоречие со своим прежним отношением к книге, потребовал, чтобы приговор комиссии был пересмотрен. Климент XI согласился, но и на этот раз, после тщательного исследования, осудил 101 положение из «Моральных размышлений». Это постановление было обнародовано в виде буллы Unigenitus в 1713 году. Ноай не мог больше противиться и запретил в своей епархии книгу Кенеля; но так как некоторые из осуждённых положений, взятые вне контекста, не представляли собой ничего еретического, то он вновь попросил у папы объяснений, прежде чем окончательно принять буллу.
Тут в дело вмешалась мадам де Ментенон; поддаваясь влиянию своей чересчур ортодоксальной супруги, Людовик XIV приказал парламенту зарегистрировать буллу. Созвать местный собор, который должен был покончить с вопросом в том смысле, в каком этого хотела Ментенон, старому королю помешала смерть. Беззаботный насчет всяких ересей регент герцог Орлеанский сразу отстранился от религиозного спора, и общество стало менять своё отношение к булле. Богословские факультеты Парижа, Реймса, Нанта, раньше признавшие буллу, отказались от неё; четыре епископа приготовили апелляцию к ближайшему вселенскому собору; к ним присоединились 100 докторов богословия из Сорбонны с Ноайлем (уже кардиналом) во главе. Климент XI поспешил издать новую буллу Pastoralis officii (1718), которая отлучила от церкви всех, не подчинявшихся булле Unigenitus.
Ни папе, ни регенту, которому надоели препирательства, связанные с буллой, не удалось, однако, достигнуть умиротворения. Не большим успехом увенчались и старания латеранского собора 1725 г.

## Последствия
Франция разделилась на два лагеря — сторонников буллы и противников её; первых поддерживало правительство, вторых ободряло сочувствие со стороны парламентов. Движение вошло в новую фазу, когда в 1727 году умер дьякон Парис, принадлежавший к противникам буллы. На его могиле стали происходить сцены, напоминавшие эпоху самой ярой религиозной экзальтации: чудеса, исцеления, специального рода конвульсии. Янсенизм стал принимать характер эпидемии, но это дискредитировало его в глазах серьёзных людей. От него отшатнулся в 1728 году его верный защитник, хотя и не разделявший учения его по существу — кардинал де Ноай, а с ним целый ряд прелатов. Только три епископа, парламенты и адвокаты продолжали протестовать против буллы. Таким образом, приверженцы янсенизма разделились на два течения: внизу движение приняло характер секты, наверху, преимущественно среди судебного сословия, оно создало политическую по характеру партию, которая стояла за вольности галликанской церкви и питала непримиримую ненависть к иезуитам. Кардинал Флёри, стоявший тогда во главе управления, изъял из ведения парламентов все дела, касавшиеся янсенизма, а когда парламенты и адвокаты забастовали, засадил в тюрьму главу непокорных. Это подействовало: парламенты стали вновь заседать, а народ, скандализованный быстрым переходом от упорства к покорности, почти совсем потерял интерес к движению. Ещё десятки лет, однако, янсенисты отстаивали против правоверных свои положения, и парламенты зачастую приходили к ним на помощь.
В Нидерландах образовалась так называемая утрехтская ересь, которая осуждала янсенизм, признавала верховенство папы, но все-таки отказывалась принять буллу Unigenitus.